# Here I Am Alive
Here I Am Alive è un singolo della band statunitense Yellowcard, pubblicato il 31 luglio 2012 come seconda canzone (nonché unico singolo ufficiale) tratta dall'album del 2012 Southern Air.

## Storia
La canzone nasce quando Neal Avron, il produttore storico degli Yellowcard, consiglia alla band di scrivere una canzone con un tempo tra i 120 e i 130 bpm, come la maggior parte di quelle che si ascoltano in radio. Il testo della canzone è stato scritto da Ryan Key in collaborazione con l'amico Patrick Stump dei Fall Out Boy, il quale doveva inizialmente anche figurare come guest vocalist. Per problemi burocratici con la sua etichetta, tuttavia, la sua voce non è potuta essere utilizzata, e dunque la band ha chiesto a Tay Jardine, cantante dei We Are the In Crowd, di apparire come seconda voce.
Il singolo viene pubblicato ufficialmente il 31 luglio, anche se il giorno prima sul sito di MTV si può ascoltare la canzone in anteprima. Il 14 agosto, data di uscita dell'album Southern Air, viene anche diffuso in Internet il video ufficiale della canzone, in cui compare anche Tay. La canzone, nella sua veste acustica, è presente nella compilation Another Hopeless Summer 2013.

## Testo
Il testo della canzone è un invito a non perdersi d'animo quando si è in un momento difficile o si è spesso criticati, perché prima o poi chi critica smetterà di interessarsi a te, e tu potrai dire di essere ancora presente e in piene forze a loro dispetto. Il testo risente delle molteplici esperienze vissute dalla band nel corso della sua decennale carriera, e nelle strofe presenta Ryan Key che parla in prima persona, dicendo che se potesse scrivere una lettera a sé stesso quando era un bambino e quando era all'apice della fama, racconterebbe di quanto questa può accecare una persona e di quanto sia difficile cadere in basso, soprattutto se molte delle persone che credevi ti fossero vicine ti voltano le spalle oppure cercano di cambiarti per farti diventare quello che loro vogliono che tu sia. Alla lunga però queste persone smetteranno di perseguitarti, e tu, nonostante i molti errori compiuti e le scelte sbagliate, potrai in ogni caso affermare con orgoglio di essere ancora presente e con la testa in alto. Il batterista Longineu Parsons ha parlato così del testo: "è una canzone che dice di restare sempre a testa alta, ed anche se finisci al tappeto puoi sempre rialzarti. Puoi scegliere tu come vivere la tua vita. Puoi scegliere tu se essere felice o meno."

## Video musicale
Il video è stato diretto dal famoso regista Robby Starbuck, che aveva già diretto quello di Always Summer e quello per la versione acustica di With You Around. Si apre con le immagini di due bambini amici fra di loro (e che rappresentano il corrispettivo di Ryan e Tay da piccoli) che camminano su un marciapiede; incontrano un gruppo di 4 ragazzi press'appoco della loro età (gli altri membri della band), si incrociano, e c'è un attimo in cui i due gruppi si fermano a guardarsi, come se sentissero una specie di attrazione preannunciatrice del futuro; poco dopo i due amici sono seduti sullo stesso marciapiede, con in mano un quadernetto sul quale stanno scrivendo qualcosa. Allo stesso tempo il video intercala delle sequenze della band che suona la canzone live assieme a Tay Jardine, ed altre con protagonisti Ryan e Tay attuali: Ryan passa a prendere Tay e insieme si recano presso un bar che (come si legge sulla scritta al neon) vende "sogni" per la modica cifra di 99 centesimi di dollaro. Ryan e Tay ordinano, e il barista porta loro da firmare un foglio che recita "I understand and acknowledge that dreams may become reality" (Riconosco e accetto che i sogni possono diventare realtà). I due firmano, e il barista indica loro la stanza da raggiungere per arrivare ai propri sogni. Nella stanza si trova al centro un divano su cui si siedono; inseriscono il gettone dato loro dal barista e accendono un macchinario che fa apparire su uno schermo (o nelle loro menti) le immagini dei due ragazzi di inizio video seduti sul marciapiede, ma stavolta con Ryan e Tay dietro di loro. I due li raggiungono e li portano con loro nella stanza dei sogni, e successivamente a casa di Ryan, dove il cantante inserisce una videocassetta nel videoregistratore, e sullo schermo di un vecchio televisore RCA appaiono delle immagini di un live degli Yellowcard. Ryan spiega al suo corrispettivo da bambino che quello che vede è sé stesso di lì a qualche anno, e poco dopo alla porta si presenta il resto della band (all'età attuale), che Ryan presenta ai due bambini. Nelle immagini della band che suona la canzone ora si vedono anche i piccoli Ryan e Tay che fanno crowd surfing e cantano sul palco assieme alla band. Il video si chiude con le immagini dei due bambini, che si ritrovano sul divano della stanza dei sogni, dove si smaterializzano per ritornare probabilmente al passato.

## Critica
La canzone ha ricevuto generalmente delle critiche molto positive, così come il resto dell'album. Jason Tate di AbsolutePunk ha indicato Here I Am Alive come una delle sue canzoni preferite su Southern Air. Lo stile della canzone è stato paragonato al sound degli All Time Low (band peraltro molto amica degli Yellowcard). Alcuni critici hanno commentato che si tratta della canzone più radio-friendly che gli Yellowcard abbiano scritto dai tempi di Ocean Avenue, potenzialmente in grado di bissarne il successo, anche se alcuni sottolineano come la voce di Tay si senta troppo poco nel complesso (appare sullo sfondo nel ritornello e nell'ultima parte della canzone). La canzone è risultata 87ª tra le migliori 100 canzoni del 2012 sulla radio 987FM di Singapore.

## Formazione
- Ryan Key - voce e chitarra elettrica
- Sean Mackin - violino
- Longineu Parsons III - batteria
- Ryan Mendez - chitarra elettrica
- Josh Portman - basso
- Tay Jardine - Seconda voce